# Масуда Тадатосі
Масуда Тадатосі (яп. 増田 忠俊, нар. 25 грудня 1973, Сідзуока —) — японський футболіст, що грав на позиції півзахисника.

## Клубна кар'єра
Грав за команду Касіма Антлерс, Токіо, ДЖЕФ Юнайтед Ітіхара, Касіва Рейсол, Ойта Трініта.

## Виступи за збірну
Дебютував 1998 року в офіційних матчах у складі національної збірної Японії. У формі головної команди країни зіграв 1 матч.

## Статистика
Статистика виступів у національній збірній.
| Збірна Японії | Збірна Японії | Збірна Японії |
| Роки          | Ігри          | голи          |
| ------------- | ------------- | ------------- |
| 1998          | 1             | 0             |
| Усього        | 1             | 0             |

## Титули і досягнення
- Чемпіон Японії (2):

«Касіма Антлерс»: 1996, 1998
- Володар Кубка Імператора Японії (1):

«Касіма Антлерс»: 1997
- Володар Кубка Джей-ліги (1):

«Касіма Антлерс»: 1997
- Володар Суперкубка Японії (3):

«Касіма Антлерс»: 1997, 1998, 1999